# Apocalyptica
Apocalyptica er et finsk metal-band stiftet i 1993 i Finland. Bandet bestod oprindeligt udelukkende af fire cellister, alle klassisk uddannede. Gruppen har haft skiftende besætninger, og siden 2003 har gruppen også inkluderet en trommeslager. Deres debutalbum, Plays Metallica by Four Cellos består af otte coverversioner af Metallica-sange udelukkende spillet på celloer. På deres andet album Inquisition Symphony blev der føjet covernumre til af Faith No More, Sepultura og Pantera. Albummet Cult fulgte atter i samme musikstil som de to forrige.

## Medlemmer
Current members
- Eicca Toppinen – bandleder, lead cello (oprindeligt), rytme cello (nuværende rolle), programmering (1993–nu)
- Paavo Lötjönen – rytme/bascello (1993–nu), lead cello på "Master of Puppets" (1996–2019)
- Perttu Kivilaakso – leadcello (nuværende rolle), programmering (1995, 1999–nu), rytmecello (1995, 1999–2002)

Tidligere medlemmer
- Max Lilja – lead cello (1993–2002)
- Antero Manninen – lead/rytmecello (officielt medlem: 1993–1999; tourmedlem: 2002–2009, 2017–2018)
- Mikko Sirén – drums, percussion, programming (tourmedlem: 2003–2004; officielt medlem: 2005–2024)

Tourmedlemmer
- Tipe Johnson (Leningrad Cowboys) – vokal(2009–2012, 2019)
- Franky Perez – vokal(2014–2016, 2022–2023)
- Lauri Kankkunen – lead/rytme cello (2019)
- Mikko Kaakkuriniemi – trommer (2024–nu)

## Diskografi
- Plays Metallica by Four Cellos (1996)
- Inquisition Symphony (1998)
- Cult (2000)
- Reflections (2003)
- Apocalyptica (2005)
- Worlds Collide (2007)
- 7th Symphony (2010)
- Shadowmaker (2015)
- Cell-0 (2020)
- Plays Metallica, Vol. 2 (2024)

### Singler
- Apocalyptica (1996)
- Harmageddon (1998)
- Path Vol. 2 (2001)
- Hope Vol. 2 (2002)
- Faraway Vol. 2 (2003)
- Seemann (2003)
- Bittersweet (2004)
- Wie weit/How far/En Vie (2005)
- Life Burns! (2005)
- Repressed (2006)

## Apocalypticas coverede bands
- Metallica
- Edvard Grieg
- Pantera
- Rammstein
- Sepultura
- Slayer
- Faith No More
- Emigrate
- Sabaton